# Поповац (Параћин)
Поповац је насеље у Србији у општини Параћин у Поморавском округу. Насеље Поповац се налази 15 km североисточно од града Параћина, а до њега се може доћи скретањем (код Давидовца) са регионалног пута М5 (Параћин-Зајечар). Само насеље се састоји од села Поповца и новосаграђене колоније која се називала Нова Колонија.
Према попису из 2022. било је 475 становника. До 1965. ово насеље је било седиште Општине Поповац коју су чинила насељена места: Бошњане, Буљане, Доња Мутница, Горња Мутница, Извор, Клачевица, Лешје, Поповац, Стубица, Шалудовац и Забрега. После укидања општине подручје бивше општине је у целини ушло у састав општине Параћин.
У Поповцу се налазила фабрика цемента Нови Поповац, а сада је њен назив Moravacem.
Овде се налазе Запис орах (Поповац), Запис Милошевића крушка (Поповац), Запис крушка на Крушару (Поповац) и Запис јасен у селу (Поповац).

## Историја
Повељом кнеза Лазара, манастиру Раваници 1381. и 1386. године помиње се село Поповац са црквом Св. Николе заједно са воденицом на Топлику и рибњаком. И у Турским изворима се помиње манастир у селу Поповцу. Археолошка ископавања која су вршена на локалитету „Попљесак" потврдила су да су постојале средњевековне некрополе. У средњем веку Поповац се звао Вранково и по предању се каже да је село добило име по свештенику-попу који се ту настанио где је касније настало и село.

## Развој села
Од претежно неразвијеног насеља, открићем да је село богато рудним богатствима као што су руде погодне за производњу цемента, и са настанком фабрике за саму производњу село се постепено развијало.
Прво је саграђена фабрика за производњу цемента, која је била главни покретач за развиће школе, трговине, културе, заштиту здравља али и за саму привреду села.

## Демографија
У насељу Поповац живи 665 пунолетних становника, а просечна старост становништва износи 43,7 година (43,0 код мушкараца и 44,4 код жена). У насељу има 245 домаћинстава, а просечан број чланова по домаћинству је 3,29. Скоро две трећине становништва из сваког домаћинства су радили у фабрици цемента чији је некадашњи назив био „Нови Поповац" а данашња ,,Моравацем", а остали део становништва се бави пољопривредом, трговином, угоститељством, транспортом, итд.
Ово насеље је великим делом насељено Србима (према попису из 2002. године).
|  |

| Демографија | Демографија | Демографија |
| Година      | Становника  | Становника  |
| ----------- | ----------- | ----------- |
| 1948.       | 902         |             |
| 1953.       | 1.290       |             |
| 1961.       | 1.517       |             |
| 1971.       | 1.575       |             |
| 1981.       | 1.393       |             |
| 1991.       | 1.247       | 1.243       |
| 2002.       | 805         | 825         |

| Етнички састав према попису из 2002.‍ | Етнички састав према попису из 2002.‍ | Етнички састав према попису из 2002.‍ | Етнички састав према попису из 2002.‍ | Етнички састав према попису из 2002.‍ |
| ------------------------------------ | ------------------------------------ | ------------------------------------ | ------------------------------------ | ------------------------------------ |
|                                      |                                      |                                      |                                      |                                      |
| Срби                                 | Срби                                 |                                      | 784                                  | 97,39%                               |
| Југословени                          | Југословени                          |                                      | 7                                    | 0,86%                                |
| Роми                                 | Роми                                 |                                      | 5                                    | 0,62%                                |
| Руси                                 | Руси                                 |                                      | 1                                    | 0,12%                                |
| непознато                            | непознато                            |                                      | 1                                    | 0,12%                                |

| Година пописа     | 1948. | 1953. | 1961. | 1971. | 1981. | 1991. | 2002. |
| ----------------- | ----- | ----- | ----- | ----- | ----- | ----- | ----- |
| Број домаћинстава | 206   | 429   | 389   | 476   | 366   | 368   | 245   |

| Број чланова      | 1  | 2  | 3  | 4  | 5  | 6  | 7 | 8 | 9 | 10 и више | Просек |
| ----------------- | -- | -- | -- | -- | -- | -- | - | - | - | --------- | ------ |
| Број домаћинстава | 41 | 56 | 41 | 47 | 30 | 22 | 6 | 1 | 1 | 0         | 3,29   |

| Пол    | Укупно | Неожењен/Неудата | Ожењен/Удата | Удовац/Удовица | Разведен/Разведена | Непознато |
| ------ | ------ | ---------------- | ------------ | -------------- | ------------------ | --------- |
| Мушки  | 352    | 93               | 223          | 24             | 11                 | 1         |
| Женски | 346    | 50               | 222          | 62             | 11                 | 1         |
| УКУПНО | 698    | 143              | 445          | 86             | 22                 | 2         |

| Пол    | Укупно                    | Пољопривреда, лов и шумарство | Рибарство                            | Вађење руде и камена | Прерађивачка индустрија       |
| ------ | ------------------------- | ----------------------------- | ------------------------------------ | -------------------- | ----------------------------- |
| Мушки  | 177                       | 2                             | 0                                    | 0                    | 132                           |
| Женски | 90                        | 3                             | 0                                    | 0                    | 64                            |
| УКУПНО | 267                       | 5                             | 0                                    | 0                    | 196                           |
| Пол    | Производња и снабдевање   | Грађевинарство                | Трговина                             | Хотели и ресторани   | Саобраћај, складиштење и везе |
| Мушки  | 0                         | 6                             | 6                                    | 3                    | 13                            |
| Женски | 0                         | 0                             | 10                                   | 1                    | 2                             |
| УКУПНО | 0                         | 6                             | 16                                   | 4                    | 15                            |
| Пол    | Финансијско посредовање   | Некретнине                    | Државна управа и одбрана             | Образовање           | Здравствени и социјални рад   |
| Мушки  | 0                         | 2                             | 2                                    | 1                    | 0                             |
| Женски | 0                         | 0                             | 0                                    | 5                    | 4                             |
| УКУПНО | 0                         | 2                             | 2                                    | 6                    | 4                             |
| Пол    | Остале услужне активности | Приватна домаћинства          | Екстериторијалне организације и тела | Непознато            | Непознато                     |
| Мушки  | 1                         | 0                             | 0                                    | 9                    | 9                             |
| Женски | 0                         | 0                             | 0                                    | 1                    | 1                             |
| УКУПНО | 1                         | 0                             | 0                                    | 10                   | 10                            |

## Привреда
Како се развијало село и живот у њему, тако се развијала и привреда села. Прво се развила фабрика цемента а касније, поред фабрике су се развила многобројна предузећа, државне установе, културне установе и све остале установе које су биле неопходне за живот људи у селу.

### Развој и настанак фабрике
Терен на коме се налази село Поповац је богат рудним богатствима која су погодна за производњу цемента и клинкера. Један мештанин села Поповца, Никодије Павићевић, 1897. године долази на идеју да испече сиву земљу а потом да је самеље у воденици и на тај начин добије свој производ познат као цемент. Врло брзо после тога угледни Београђанин, Лазар Јовановић, долази у село оснива своје предузеће и започиње своју производњу цемента. Он је направио пећ у земљи пречника два метра где је пекао земљу, а у воденици поточари је млео ту испечену земљу и на тај начин производио клинкер и цемент. Фабрика цемента у Поповцу 1903. године је производила 700 тона цемента годишње. Пред први светски рат фабрика цемента још једном мења свог власника и постаје власништво новооснованог акционарског друштва Француско-Српска индустрија цемента. Власници већ 1913. године модернизују фабрику и подижу производњу цемента на 20.000 тона цемента годишње. Пред Други светски рат фабрика цемента је производила 44.000 тона цемента годишње. После Другог светског рата фабрика цемента је национализована 1946. године. Нова фабрика цемента је завршена 1956. године и добија назив Нови Поповац. Нова фабрика је почетком 60-тих година годишње производила 400.000 тона цемента. Крајем 70-тих модернизацијом фабрике достиже се годишња производња од 700.000 тона цемента. Уградњом веће пећи фабрика 1981. година достиже годишњу производњу која пребацује 1.000.000 тона цемента годишње. Ново поглавље за ову фабрику настаје 2002. године када она мења власника и на челу фабрике долази Holcim који инвестира 100.000.000 евра у модернизацију фабрике како би побољшао производњу цемента. Данас фабрика цемента која послује у саставу светских произвођача цемента и даље ради на побољшању производње цемента како би могла да одговори светским захтевима.

## Образовање
У селу постоји Основна Школа "Бранко Радичевић". То је осмогодишња школа која је добила назив по нашем познатом песнику Бранку Радичевићу. Ова школа је матична школа за околна села: Стубицу, Забрегу, Буљане, Шалудовац и Бошњане.Школа располаже добро опремљеним кабинетима, обдаништем, мензом, рачунарским кабинетом, библиотеком, фискултурном салом и теренима за мали фудбал, кошарку и одбојку. Школа је учествовала на многобројним такмичењима на којима је постигла одређене резултате и освојила је одређене награде. Школа је укључена у пројекат Уницефа "Школа без насиља" већ дуги низ година.

## Спорт
У селу постоји фудбалски клуб који је некад носио назив ФК «Цемент Поповац», у време док је фабрика цемента била у државном власништву. Данас фудбалски клуб носи назив по селу ФК «Поповац», а чији је спонзор фабрика цемента која се данас зове Moravacem. Клуб игра у Првој Општинској лиги општине Параћин.
Фабрика је некада направила зграду коју је наменила првенствено за клуб где ће играчи имати свој кутак, као и што је направила терен где могу да се одржавају тренинзи и утакмице.